# Isabella Di Iulio
Isabella Di Iulio (Pescina, 26 novembre 1991) è una pallavolista italiana, palleggiatrice dell'Olympiakos.

## Biografia
Sua sorella, Chiara, era anch'ella una pallavolista.

## Carriera

### Club
La carriera di Isabella Di Iulio inizia nelle giovanili del Marruviana. Nella stagione 2008-09 viene ingaggiata dalla Brunelli di Nocera Umbra, esordendo nella squadra maggiore, in Serie A2, nel corso dell'annata. Nella stagione 2009-10 è al Trevi, in Serie B1, mentre in quella successiva è all'Arabona, in Serie B2.
Nella stagione 2011-12 veste la maglia del Loreto, nella divisione cadetta, con cui si aggiudica la Coppa Italia di categoria. Per il campionato seguente è nuovamente in Serie B1, questa volta con la Star Falconara.
Ritorna in Serie A2 nella stagione 2013-14 giocando per l'Antares di Sala Consilina. Nell'annata 2014-15 si accasa al Pesaro, in Serie B1, con cui ottiene la promozione in Serie A2: milita nella serie cadetta nella stagione successiva con lo stesso club, ottenendo poi, al termine della stagione 2016-17, la promozione in Serie A1.
Esordisce nella massima serie nazionale nel campionato 2017-18 quando firma per la Savino Del Bene di Scandicci. Sempre in Serie A1 difende i colori del Millenium Brescia per la stagione 2018-19, del Pro Victoria per la stagione 2019-20 e della Wealth Planet Perugia per la stagione 2020-21. Anche per il campionato 2021-22 è nella massima divisione grazie all'ingaggio da parte del Bergamo 1991, così come in quella seguente, quando fa ritorno alla Savino Del Bene, vincendo la Coppa CEV 2022-23.
Nell'annata 2024-25 si trasferisce in Grecia, accettando l'offerta dell'Olympiakos, in Volley League, con cui si aggiudica la Supercoppa greca e la Coppa di Grecia.

### Nazionale
Esordisce in nazionale italiana nel 2018, facendo parte, nello stesso anno, alla formazione che disputa i XVIII Giochi del Mediterraneo, arrivando al quinto posto.

## Palmarès

### Club
- Coppa di Grecia: 1

2024-25
- Supercoppa greca: 1

2024
- Coppa Italia di Serie A2: 1

2011-12
- Coppa CEV: 1

2022-23